# 野林厚志
野林 厚志（のばやし あつし、1967年-）は、日本の人類学者。国立民族学博物館学術資源研究開発センター・教授。総合研究大学院大学文化科学研究科・教授。専攻は人類学、民族考古学、物質文化論。主要な研究テーマは、台湾原住民族のエスニシティ、人間と動物との関係史、食の文明論。国内外の博物館における展示会も手がける。

## 経歴
1967年、大阪府生まれ。東京大学理学部を卒業後、同大学院理学系研究科人類学専攻に進んだ。同大学大学院博士課程を中退。
1996年、国立民族学博物館第3研究部助手となる。1998年からは同館民族社会研究部助手、2000年からは同館民族学研究開発センター助手。2003年に同館助教授に昇進。2004年より同館文化資源研究センター助教授、後に同研究戦略センター准教授。2017年より同館学術資源研究開発センター教授。

## 研究内容・業績
- 狩猟農耕民の食生活とエスニシティの関係に関する通文化比較研究を行っている。
- 台湾をフィールドとした著作が多い[1][2]。

## 著作

### 単著
- 『イノシシ狩猟の民族考古学 台湾原住民の生業文化』（御茶の水書房、2008年 ISBN 978-4-275-00556-4）
- 『タイワンイノシシを追う 民族学と考古学の出会い』（臨川書店、2014年 ISBN 978-4-653-04237-2）

### 主編著
- 『百年來的凝視』（順益台湾原住民博物館、2009年 ISBN 978-957-30287-9-6）
- 『台湾原住民研究の射程ー接合される過去と現在』（順益台湾原住民博物館、2014年 ISBN 978-4-894-89847-9）
- 『肉食行為の研究』（平凡社、2018年 ISBN 978-4-582-83770-4）
- 『太陽の塔からみんぱくへー70年万博収集資料』（国立民族学博物館、2018年 ISBN 978-4-906962-66-2）
- 『現代“間食”考: 狭間からみる人類の食 食の文化フォーラム』(公益財団法人味の素食の文化センター・企画 平凡社、2025年)

### 共編著
- 『先住民とは誰か』（窪田幸子との共編 世界思想社、2009年 ISBN 978-4-7907-1438-5）
- 『グローバリゼーションと「生きる世界」―生業からみた人類学的現在』（松井健・名和克郎との共編 世界思想社、2011年 ISBN 978-4-8122-1108-3）
- 『生業と生産の社会的布置－グローバリゼーションの民族誌のために－国立民族学博物館論集1』（松井健・名和克郎との共編 岩田書院、2012年）
- 『現代食文化論』（小川聖子との共編 建帛社、2024年）
- 『パレオアジア 新人文化の形成 考古学・文化人類学からのアプローチ』(西秋良宏との共編 新泉社、2025年)